# Elállás szerződéstől
Az elállás joga a polgári jogban azt jelenti, hogy a szerződést kötő fél a szerződés felbontását, tehát visszamenőleges hatályú megszűnését  eredményező jognyilatkozatot tehet. A szerződéstől való elállás jogának gyakorlását a felek bánatpénz fizetésének a kötelezettségéhez is köthetik a szerződésben. Nem azonos a felmondással.